# Drepanocerus orientalis
Drepanocerus orientalis är en skalbaggsart som beskrevs av Jan Krikken 2009. Drepanocerus orientalis ingår i släktet Drepanocerus och familjen bladhorningar. Inga underarter finns listade i Catalogue of Life.